# Мар, Анна
Анна Мар (настоящее имя — Анна Яковлевна Леншина, в девичестве — Бровар; 7 (19) февраля 1887, Санкт-Петербург, Российская империя — 19 марта (1 апреля) 1917, Москва, Российская империя) — русская писательница, сценаристка и журналистка.

## Биография
Родилась в семье художника-пейзажиста Якова Ивановича Бровара.
В 1902 году переехала в Харьков, где работала в конторе и уездном земстве. В 16 лет вышла замуж, но вскоре супруги развелись.
Первые рассказы Анны появились в 1904 году в газете «Южный край», где она вела раздел фельетона. Тогда же она взяла себе псевдоним и увлеклась буддизмом, в частности, буддийской канонической поэзией, где основным противником и искусителем Будды выступает злое божество Мара (буквально: «убивающий», «уничтожающий»).
В 1910 году писательница вернулась в Санкт-Петербург, где бедствовала. С 1912 года — жила в Москве. Здесь вышли её новые работы: повести «Невозможное» (1911), «Идущие мимо» (1913), роман «Тебе Единому согрешила» (1914) и другие. Стала героиней пьесы Г. Гауптмана «Одинокие».
В 1914 Александр Ханжонков пригласил Анну писать сценарии для его фирмы, и она стала одной из самых плодовитых сценаристок раннего русского кино: по ее сценариям было снято 13 картин с 1914 по 1918 год.
С 1914 по 1917 год Мар под псевдонимом Принцесса Греза заведовала отделом «Интимные беседы» в «Журнале для женщин». Постоянный диалог с читательницами снабжал Мар темами и мотивами для ее кинодраматургии. В 1916 году опубликовала роман «Женщина на кресте», ставший, наряду с повестью Л. Д. Зиновьевой-Аннибал «Тридцать три урода» (1906), одним из первых произведений русской литературы на лесбийскую тематику.
Мар покончила жизнь самоубийством, выпив цианистый калий (по другой версии — застрелилась). Похоронена на Введенском кладбище (могила утрачена).
У Валерия Брюсова в «Дневнике поэта» есть стихотворение, посвященное её самоубийству:

Сегодня — громовой удар

При тусклости туманных далей:

По телефону мне сказали,

Что застрелилась Анна Мар…

Критик Аркадий Горнфельд так высказался о жизни и творчестве Анны Мар:

Всегда на грани порнографии, она никогда не переступала этой грани, потому что в её эротике не было литературщины, не было тенденции, не было дурных намерений: это была правда и поэзия её жизни, и она давала её так, как пережила её.

## Фильмография (в роли сценариста)
- 1914 — Люля Бек
- 1915 — Дурман
- 1915 — День трёх королей
- 1916 — Маска души
- 1916 — Голубые ирисы
- 1916 — Насмешка Афродиты
- 1916 — Смерч любовный
- 1916 — Дикая сила
- 1917 — Властелин
- 1917 — Сердце брошенное волкам
- 1917 — Спасение ближнего
- 1918 — Заколдованный круг
- 1918 — Улыбка медузы